# Ionela Loaieș
Ionela Loaieș (* 1. Februar 1979 in Comănești) ist eine ehemalige rumänische Kunstturnerin.
Sie begann im Alter von sechs Jahren beim CSS Onești mit dem Turnen. 1994 nahm Loaieș zum ersten Mal an den Weltmeisterschaften teil. In Dortmund wurde sie mit der rumänischen Mannschaft mit Simona Amânar, Gina Gogean, Nadia Hatagan, Daniela Mărănducă, Lavinia Miloșovici und Claudia Presăcan Weltmeisterin.
Ihr zweiter großer Erfolg gelang ihr bei den Olympischen Spielen 1996 teil. In Atlanta gewann sie mit der rumänischen Mannschaft hinter den USA und Russland die Bronzemedaille. Außerdem startete Loaieș im Einzelmehrkampf, im Bodenturnen, im Pferdsprung, am Schwebebalken und am Stufenbarren, konnte aber kein Finale erreichen.